# Baltasar Barcia
Mateo Baltasar Barcia Fernández (Pando, Uruguay; 19 de febrero de 2001) es un futbolista uruguayo. Juega de centrocampista y su equipo actual es el Boston River de la Primera División de Uruguay, a préstamo desde el Independiente de Avellaneda.

## Trayectoria

### Rentistas
Barcia comenzó su carrera en el Rentistas donde disputó 34 partidos y anotó 2 goles entre 2021 y 2022.

### Independiente
En enero de 2023, el centrocampista fichó en el Independiente de Avellaneda de la Primera División de Argentina.Este año, jugó para Independiente en 27 partidos, anotando un gol y brindando dos asistencias en la Primera División Argentina.

### Criciúma
Baltasar Barcia fichado por préstamo Criciúma, en la cláusula del contrato, Independiente/ARG, propietaria de los derechos del jugador, estipuló un valor si Criciúma opta por comprar el 50% del pase: US$ 2,5 millones de dólares, equivalente a poco más de R$ 12 millones.

## Estadísticas
Actualizado al último partido disputado el 29 de octubre de 2023.
| Club                    | Div.          | Temporada     | Liga  | Liga  | Copas nacionales | Copas nacionales | Copas internacionales | Copas internacionales | Total | Total |
| Club                    | Div.          | Temporada     | Part. | Goles | Part.            | Goles            | Part.                 | Goles                 | Part. | Goles |
| ----------------------- | ------------- | ------------- | ----- | ----- | ---------------- | ---------------- | --------------------- | --------------------- | ----- | ----- |
| Rentistas · Uruguay     | 1.ª           | 2021          | 17    | 1     | —                | —                | —                     | —                     | 17    | 1     |
| Rentistas · Uruguay     | 1.ª           | 2022          | 16    | 1     | —                | —                | —                     | —                     | 16    | 1     |
| Rentistas · Uruguay     | Total club    | Total club    | 33    | 2     | —                | —                | —                     | —                     | 33    | 2     |
| Independiente Argentina | 1.ª           | 2023          | 25    | 1     | 2                | 0                | —                     | —                     | 27    | 1     |
| Independiente Argentina | Total club    | Total club    | 25    | 1     | 2                | 0                | 0                     | 0                     | 27    | 1     |
| Total carrera           | Total carrera | Total carrera | 58    | 3     | 2                | 0                | 0                     | 0                     | 60    | 3     |

## Palmarés

### Torneos regionales
| Título                 | Club        | Estado         | Año  |
| ---------------------- | ----------- | -------------- | ---- |
| Recopa Catarinense     | Criciúma EC | Santa Catarina | 2024 |
| Campeonato Catarinense | Criciúma EC | Santa Catarina | 2024 |